# James R. Lilley

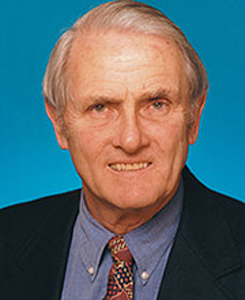
James Roderick Lilley

James Roderick Lilley (* 15. Januar 1928 in Tsingtao, Shandong; † 12. November 2009 in Washington, D.C.) war ein US-amerikanischer Diplomat, der unter anderem zwischen 1986 und 1989 Botschafter in Südkorea sowie von 1989 bis 1991 Botschafter in der Volksrepublik China war.

## Leben
James Roderick Lilley wuchs in der Republik China auf, wo sein Vater als Manager für die Standard Oil Company und seine Mutter als Lehrerin tätig waren. Er leistete nach dem Besuch der Phillips Exeter Academy von 1947 bis 1948 Militärdienst in der US Army in Fort Dix und begann daraufhin ein grundständiges Studium an der Yale University, das er 1951 mit einem Bachelor of Arts (B.A.) abschloss. Im darauf folgenden Koreakrieg diente er von 1951 bis 1954 in der US Air Force. 1954 wurde er zu Beginn des Kalten Krieges Mitarbeiter der Central Intelligence Agency (CIA) und diente bis 1965 in deren Vertretungen in Japan, Taiwan, Kambodscha und Thailand. Nachdem er zwischen 1965 und 1968 stellvertretender Leiter der CIA-Vertretung in Laos war, fungierte er zwischen 1968 und 1970 als stellvertretender Leiter der CIA-Vertretung in Hongkong.
Nachdem Lilley ein darauf folgendes postgraduales Studium an der George Washington University 1972 mit einem Master of Arts (M.A.) abgeschlossen hatte, war er zwischen 1973 und 1975 Leiter der CIA-Vertretung in der Volksrepublik China sowie anschließend von 1975 bis 1978 Nachrichtendienst-Referent für China in der Central Intelligence Agency. 1978 schied er aus dem Dienst der CIA aus und war daraufhin zwischen 1978 und 1981 Lehrbeauftragter (Adjunct Professor) für Wirtschaftswissenschaften an der Paul H. Nitze School of Advanced International Studies. Zugleich war er von 1978 bis 1981 Berater der Hunt Oil Company sowie von United Technologies Corporation (UTC). Anschließend war er zwischen Februar und November 1981 Politischer Koordinator und Leitender Spezialist für Ostasien des Nationalen Sicherheitsrates NSC (National Security Council), von 1981 bis 1984 Direktor des American Institute in Taiwan (AIT) sowie zwischen 1984 und 1985 Berater der Otis Elevator Company.
1985 wurde James R. Lilley im US-Außenministerium stellvertretender Leiter der Unterabteilung Ostasien und Pazifik (Deputy Assistant Secretary of State for East Asian and Pacific Affairs) und hatte diese Funktion bis 1986 inne. Am 16. Oktober 1986 wurde er als Nachfolger von Richard L. Walker zum Botschafter in Südkorea ernannt und übergab dort am 26. November 1986 sein Beglaubigungsschreiben. Er verblieb auf diesem Posten bis zum 3. Januar 1989 und wurde danach von Donald Gregg abgelöst. Im Anschluss erfolgte am 20. April 1989 die Ernennung des China-Experten zum Botschafter in der Volksrepublik China, wo er am 8. Mai 1989 seine Akkreditierung als Nachfolger von Winston Lord übergab. Er bekleidete diese Funktion bis zum 10. Mai 1991, woraufhin J. Stapleton Roy seine dortige Nachfolge antrat. Während seiner Amtszeit kam es zum Tian’anmen-Massaker, bei dem am 3. und 4. Juni 1989 das chinesische Militär im Zentrum Pekings gewaltsam die Proteste der Bevölkerung niederschlug. Er war ein scharfer Kritiker des Vorgehens und beherbergte ein Jahr und einen Monat lang den chinesischen Top-Dissidenten Fang Lizhi in der Botschaft, ehe die Chinesen Fang erlaubten, in die USA zu reisen. Andererseits spielte er auch eine entscheidende Rolle bei der Organisation einer geheimen Reise von zwei hochrangigen US-Beamten nach Peking nach dem Massaker, um China zu versichern, dass die Vereinigten Staaten ihre Beziehung zu Peking schätzten.
Lilley engagierte sich als Ehrenmitglied des Beratungsausschusses des „John Otho Marsh“-Instituts sowie im Council on Foreign Relations (CFR). Er war ferner Wissenschaftler (Resident Fellow) und Direktor des Programms für Asien-Studien des American Enterprise Institute. Aus seiner 1954 geschlossenen Ehe mit Sally Booth gingen die drei Söhne Jeffrey, Doug und Michael Lilley hervor. Er starb an den Folgen von Prostatakrebs.

## Veröffentlichungen
Lilley verfasste zahlreiche Sachbücher, die sich mit außenpolitischen und regionalen ostasiatischen Themen wie zum Beispiel über Malaien in Thailand befassten. Zu seinen Veröffentlichungen gehören:
- Beyond MFN. Trade with China and American Interests, 1994
- Taiwan in a Transformed Global Setting. Summary of a Transpacific Dialogue, Mitautoren King Yuh Chang, Natale Bellocchi und Parris Chang, 1994
- Crisis in the Taiwan Strait, Mitautor Chuck Downs, 1997
- China Hands. Nine Decades of Adventure, Espionage, and Diplomacy in Asia, Mitautor Jeffrey Lilley, 2004
- Asian Security Handbook. An Assessment of Political-Security Issues in the Asia-Pacific Region, Mitherausgeber William M. Carpenter, David G. Wiencek und Henry Stephen Albinsky, Verlag M. E. Sharpe, 2007, ISBN 1-56324-813-1